# 塔阿博省
6°14′N 5°8′W / 6.233°N 5.133°W

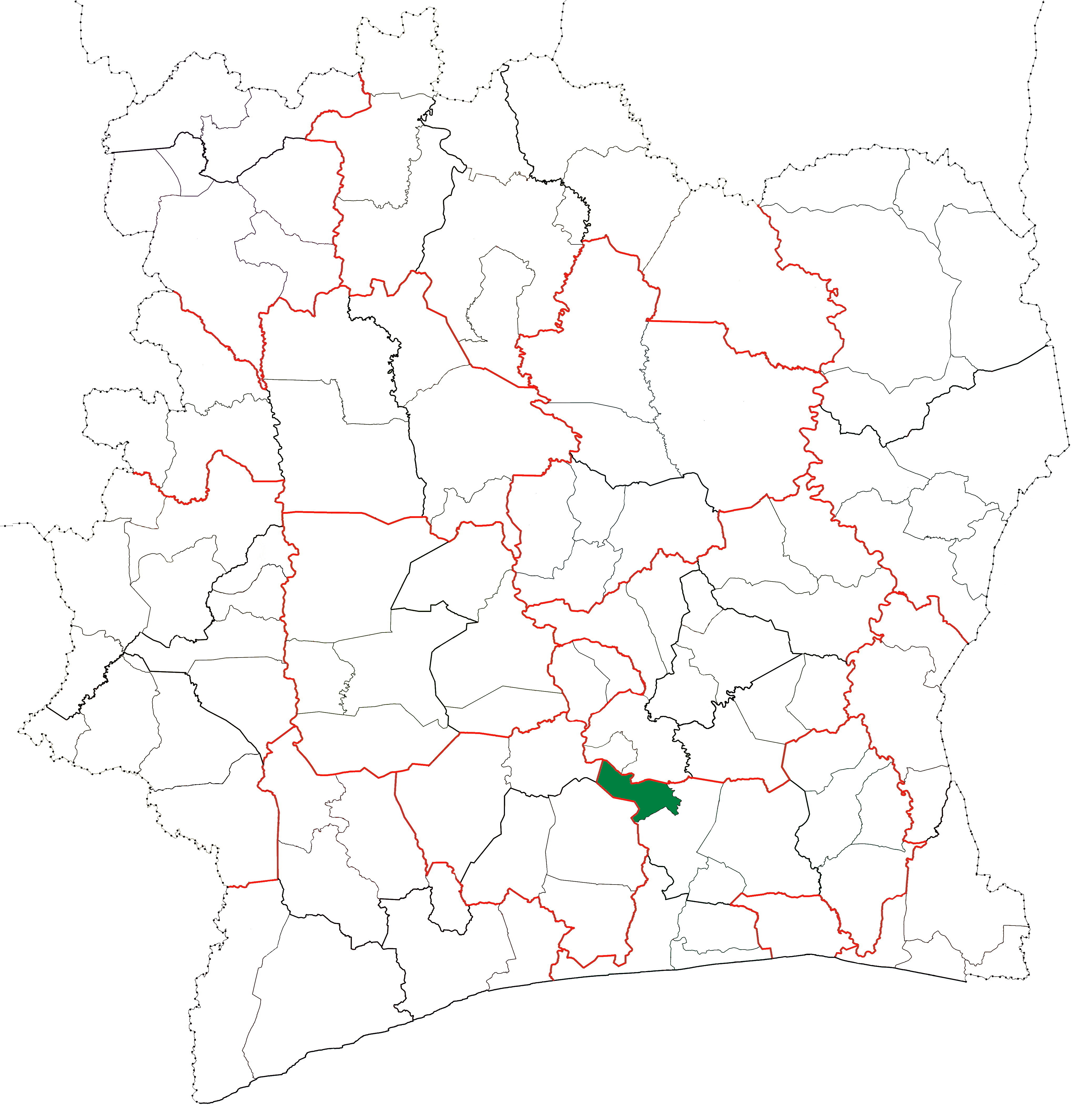

塔阿博省（Taabo Department），是科特迪瓦的省份，位於該國南部潟湖區，由阿涅比大區負責管轄，東面是蒂亞薩萊省，成立於2012年，2014年該省份人口為56,422。